# Lista de chefes de estado da Romênia
Esta é uma lista de todas as personalidades que foram chefes de Estado da Romênia desde 1859. Isto inclui tanto líderes monarquicos e republicanos, bem como os membros das duas regências (1866 e 1927 - 1930).

## Principados Unidos(1859-1881)

### Domnitornão-dinásticos (1859-1866)
| Fotografia | Nome                    | Nascimento-Falecimento | Reinado                                       | Notas                                                        |
| ---------- | ----------------------- | ---------------------- | --------------------------------------------- | ------------------------------------------------------------ |
|            | Alexandru Ioan Cuza     | 1820–1873              | 24 de Janeiro de 1859–23 de Fevereiro de 1866 | Primeiro Domnitor dos Principados Unidos; deposto em 1866.   |
|            | Principesco Lieutenancy |                        | 23 de Fevereiro de 1866–22 de Maio de 1866    | Lascăr Catargiu gen. Nicolae Golescu col. Nicolae Haralambie |

### Casa de Hohenzollern-Sigmaringen (1866-1881)
| Fotografia | Nome    | Nascimento-Falecimento | Reinado                                | Notas                                                                                |
| ---------- | ------- | ---------------------- | -------------------------------------- | ------------------------------------------------------------------------------------ |
|            | Carol I | 1839–1914              | 22 de Maio de 1866–26 de Março de 1881 | Segundo Domnitor dos Principados Unidos; tornou-se primeiro Rei dos Romenos em 1881. |

## Reino da Romênia(1881-1947)

### Casa de Hohenzollern-Sigmaringen (1881-1947)
| Fotografia | Nome       | Nascimento-Falecimento | Reinado                                      | Notas |
| ---------- | ---------- | ---------------------- | -------------------------------------------- | --- |
|            | Carol I    | 1839–1914              | 26 de Março de 1881–10 de Outubro de 1914    | Primeiro Rei dos Romenos |
|            | Fernando I | 1865–1927              | 10 de Outubro de 1914–20 de Julho de 1927    | Tornou-se rei da Grande Romênia em 1922. |
|            | Mihai I    | 1921– 2017             | 20 de Julho de 1927–8 de Junho de 1930       | Primeiro reinado, com Príncipe Nicolau, Miron Cristea, e Gheorghe Buzdugan (substituído após sua morte por Constantin Sărăţeanu) como Regentes |
|            | Carol II   | 1893–1953              | 8 de Junho de 1930–6 de Setembro de 1940     | Abdicou em 1940. |
|            | Mihai I    | 1921–                  | 6 de Setembro de 1940–30 de Dezembro de 1947 | Segundo reinado com Ion Antonescu como Conducător até 1944. Abdicou em 1947 sob pressão comunista.                                             |

## República Popular da Romênia(1947-1965)
| Fotografia | Nome                   | Nascimento-Falecimento | Mandato                                    | Posição(s) |
| ---------- | ---------------------- | ---------------------- | ------------------------------------------ | --- |
|            | Constantin Ion Parhon  | 1874–1969              | 30 de Dezembro de 1947–12 de Junho de 1952 | Presidente do Presidium Provisório da República (9 de Janeiro de 1948–13 de Abril de 1948), Presidente do Presidium da Grande Assembleia Nacional (13 de Abril de 1948–12 de Junho de 1952) |
|            | Petru Groza            | 1884–1958              | 12 de Junho de 1952–7 de Janeiro de 1958   | Presidente do Presidium da Grande Assembleia Nacional |
|            | Ion Gheorghe Maurer    | 1902–2000              | 11 de Janeiro de 1958–21 de Março de 1961  | Presidente do Presidium da Grande Assembleia Nacional |
|            | Gheorghe Gheorghiu-Dej | 1901–1965              | 21 de Março de 1961–19 de Março de 1965    | Presidente do Conselho de Estado |

## República Socialista da Romênia(1965-1989)
| Fotografia | Nome              | Nascimento-Falecimento | Mandato                                      | Posição(s) |
| ---------- | ----------------- | ---------------------- | -------------------------------------------- | --- |
|            | Chivu Stoica      | 1908–1975              | 24 de Março de 1965–9 de Dezembro de 1967    | Presidente do Conselho de Estado |
|            | Nicolae Ceauşescu | 1918–1989              | 9 de Dezembro de 1967–22 de Dezembro de 1989 | Presidente do Conselho de Estado (9 de Dezembro de 1967–28 de Março de 1974) Presidente da Romênia (28 de Março de 1974–22 de Dezembro de 1989) |

## Romênia(1989-Presente)
| No  | Fotografia                                   | Nome                                    | Nascimento-Falecimento | Mandato                                               | Posição(s)                                                 |
| --- | -------------------------------------------- | --------------------------------------- | ---------------------- | ----------------------------------------------------- | ---------------------------------------------------------- |
| —   |                                              | Conselho da Frente de Salvação Nacional |                        | 22 Dezembro de 1989–26 de Dezembro de 1989            |                                                            |
| 2   |                                              | Ion Iliescu                             | 1930–                  | 26 de Dezembro de 1989–6 de Fevereiro de 1990         | Presidente do Conselho da Frente de Salvação Nacional      |
| 2   | 6 de Fevereiro de 1990–20 de Junho de 1990   | Ion Iliescu                             | 1930–                  | Presidente do Conselho Provisório de Unidade Nacional |                                                            |
| 2   | 20 de Junho de 1990–11 de Outubro de 1992    | Ion Iliescu                             | 1930–                  | Presidente da Romênia                                 |                                                            |
| 2   | 11 de Outubro de 1992–29 de Novembro de 1996 | Ion Iliescu                             | 1930–                  | Presidente da Romênia                                 |                                                            |
| 3   |                                              | Emil Constantinescu                     | 1939–                  | 29 de Novembro de 1996–20 de Dezembro de 2000         | Presidente da Romênia                                      |
| (2) |                                              | Ion Iliescu                             | 1930–                  | 20 de Dezembro de 2000–20 de Dezembro de 2004         | Presidente da Romênia                                      |
| 4   |                                              | Traian Băsescu                          | 1951–                  | 20 de Dezembro de 2004–20 de Abril de 2007            | Suspenso no período de 20 de abril a 23 de maio de 2007.   |
| —   |                                              | Nicolae Văcăroiu                        | 1943–                  | 20 de Abril de 2007–23 de Maio de 2007                | ad interim Presidente da Romênia como Presidente do Senado |
| (4) |                                              | Traian Băsescu                          | 1951–                  | 23 de Maio de 2007–21 de Dezembro de 2009             | Retomou o cargo de Presidente da Romênia após o Referendo  |
| (4) | 21 de Dezembro de 2009–10 de Julho de 2012   | Traian Băsescu                          | 1951–                  | Presidente da Romênia para um segundo mandato         |                                                            |
| —   |                                              | Crin Antonescu                          | 1959–                  | 10 de Julho de 2012–28 de Agosto de 2012              | ad interim Presidente da Romênia como Presidente do Senado |
| (4) |                                              | Traian Băsescu                          | 1951–                  | 28 de Agosto de 2012– 21 de dezembro de 2014          | Suspenso no período de 10 de julho a 28 de agosto de 2012. |
|     |                                              | Klaus Iohannis                          | 1959-                  | 21 de dezembro de 2014 até o momento                  |                                                            |